# Brunei-Muara (distrito)

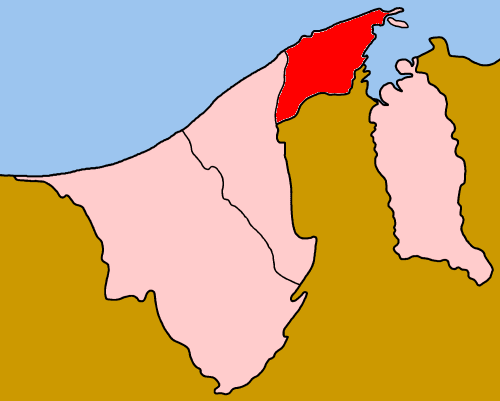
Mapa do Brunei

Brunei e Muara é um dos quatro daerah que dividem o Brunei. É neste distrito onde se situa a cidade mais importante que também é a capital do país Bandar Seri Begawan.

## Dados
Capital: Bandar Seri Begawan
População: 227 300 hab. (2018)
Área: 570 km²

## Mukims
A daerah está dividida em 17 mukims:
- Kianggeh
- Berakas "A"
- Berakas "B"
- Kota Batu
- Gadong
- Kilanas
- Sengkurong
- Pengkalan Batu
- Lumapas
- Sungai Kebun
- Tamoi
- Burong Pinggai Ayer
- Sungai Kedayan
- Kampong Peramu
- Saba
- Serasa
- Mentiri